# ОШ „Доситеј Обрадовић” Приједор
ОШ „Доситеј Обрадовић” је једна од основних школа на подручју Града Приједора. Налази се на адреси Пећани бб, у градској четврти Пећани у Приједору. Име је добила по Доситеју Обрадовићу српском књижевнику, преводиоцу, просветитељу и реформатору револуционарног периода националног буђења и препорода. Био је оснивач и професор Велике школе, претече Београдског универзитета. Он је био први попечитељ просвете у Совјету и аутор свечане песме „Востани Сербије“.

## Историјат
ОШ “Доситеј Обрадовић“ у Приједору, постоји и успјешно обавља своју васпитно-образовну функцију преко 175 година. Тачније, са радом је почела 1835. године и у то вријеме је била прва и једина школа у Приједору. До 1941. године школа носи назив Народна основна школа, а како је вријеме одмицало називи су се мијењали и нова имена давана. Послије II свјетског рата школа је носила име народног хероја, легендарног доктора са Козаре, Младена Стојановића. Одлуком Скупштине општине Приједор од 1993. године школа добија ново име учитеља и просветитеља Доситеја Обрадовића.